# Diecezja Malakal
Diecezja Malakal (łac.: Dioecesis Malakalensis) – rzymskokatolicka diecezja ze stolicą w Malakalu w Sudanie Południowym, wchodząca w skład metropolii Dzuba. Siedziba biskupa znajduje się w katedrze w Malakalu.

## Historia
- Diecezja Malakal powstała 12 grudnia 1974.

## Biskupi
- ordynariusz: Stephen Nyodho Ador Majwok (od 2019)

## Podział administracyjny
W skład diecezji Malakal wchodzi 9 parafii.

## Główne świątynie
- Katedra: katedra w Malakalu